# Monsenhor Tabosa
Monsenhor Tabosa är en kommun i Brasilien.   Den ligger i delstaten Ceará, i den östra delen av landet, 1 500 km nordost om huvudstaden Brasília. Antalet invånare är 16 706. Arean är 886 kvadratkilometer.
Terrängen i Monsenhor Tabosa är lite kuperad.
Omgivningarna runt Monsenhor Tabosa är huvudsakligen savann. Runt Monsenhor Tabosa är det glesbefolkat, med 11 invånare per kvadratkilometer.